# Star Trek: The Next Generation — Klingon Honor Guard
Star Trek: The Next Generation — Klingon Honor Guard — компьютерная игра, шутер от первого лица, действие которого происходит во вселенной «Звёздного пути», в тот же период, что и действие сериала «Звёздный путь: Следующее поколение». Игра была разработана MicroProse в 1998 году, движок игры — Unreal Engine. Эксперты в целом остались довольны игрой и её графикой. Некоторые из них хвалили реализацию уровней в игре, другие — критиковали.

## Игровой процесс
По сценарию, игрок становится членом Klingon Honor Guard и пытается помешать политическому убийству канцлера. Игра происходит на поверхностях планет, в пещерах, на кораблях и космических станциях. Враги — андорианцы, роботы, клингоны. В игре 20 миссий, проходящих на 26 игровых территориях («картах»). Игрок может воспользоваться бат’летом, гранатометами, пистолетом, который создает миниатюрную черную дыру, а также другим оружием.

## Разработка
Klingon Honor Guard — одна из первых игр на движке Unreal Engine первого поколения. Игру разработала и опубликовала MicroProse. В Японии и Европе игра была выпущена 9 февраля 1998 года, в США — 30 сентября.
Игру озвучивали Тони Тодд, Роберт О'Рейли, Барбара Марч и Гвинит Уолш.

## Оценки
| Сводный рейтинг    | Сводный рейтинг |
| Агрегатор          | Оценка          |
| ------------------ | --------------- |
| GameRankings       | 71,71 %         |
| Иноязычные издания |                 |
| Издание            | Оценка          |
| AllGame            | [ 8 ]           |
| GameSpot           | 6.4/10          |
| IGN                | 7/10            |

Терри Нгуен из GameSpot посчитал, у Klingon Honor Guard есть те же проблемы, что и у Unreal. Некоторые враги в игре совпадают с врагами из Unreal, но по сравнению с этой игрой была изменена графика и врагов стало больше. По мнению рецензента, по мере прохождения игры уровни стали лучше, но игровой процесс, как считает критик, распался на поиск предметов, которые нужны для открытия дверей. Чтобы завершить уровень, необходимо было добраться до последней двери. Критик отметил, что тяжело играть в игру в многопользовательском режиме; для исправления этого недостатка был обещан патч. Игра, по мнению критика, может понравиться фанату «Звёздного пути», но в целом она «среднего уровня».
В обзоре IGN отметили, что враги могут двигаться «интеллектуально», как и в Unreal, но обнаружили ошибки, а также отметили, что компьютер не всегда работал правильно. По мнению критиков IGN, игра не была до конца новой, она была похожа на дополнение Unreal.
Ник Смит из Allgame заявил, что Klingon Honor Guard — это «сама по себе превосходная игра», даже без лицензии от сериала «Звёздный путь». Он отметил, что действие в игре происходило так же быстро, как и в Doom, а миссии были составлены изобретательно. По мнению критика, «если Вас интересуют шутеры от первого лица или Звёздный путь, то эта игра вас не разочарует». В ретро-обзоре 2010 года для Eurogamer Джон Уокер отметил, что он доволен уровнями, но раскритиковал длину игры. Он особенно отметил уровни, где необходимо сражаться вне космического корабля. Также ему понравился вид оружия под названием Ding-Pach Spin Claw. Он запускает клинок, который затем возвращается, но до возвращения клинка использовать этот вид оружия повторно нельзя. Подводя итог, он назвал игру «длинной и скучной, но содержащей интересное космическое приключение и разнообразное оружие». Крис Чан, критик малайзийской англоязычной газеты New Straits Times, посчитал, что Klingon Honor Guard — 8-я из лучших игр для Macintosh 1990-х годов.